# Ausgleichsvorgang
Ein Ausgleichsvorgang tritt in einem physikalischen oder chemischen System auf, in dem ein stationärer Vorgang durch einen Eingriff – wie etwa Einschalten, Belastungsänderung, Störung im Prozess – verändert wird und in einen neuen stationären Vorgang übergeht.
Ausgleichsvorgänge sind von allgemeiner physikalischer Bedeutung und treten in vielen technischen Vorgängen auf. Sie erfolgen nicht sprunghaft zum Zeitpunkt des Eingriffs, sondern stetig und werden durch das Zeitverhalten bestimmter Zustandsgrößen beschrieben. Beispielsweise in der Elektrotechnik beim Ladevorgang eines Kondensators kann als diese Zustandsgröße die Spannung dienen. 
Es ist im allgemeinen Fall nicht selbstverständlich, dass ein Ausgleichsvorgang in einen stabilen, stationären Vorgang übergeht. Bei den linearen passiven Netzwerken kann jedoch gezeigt werden, dass instabile Zustände nicht zu befürchten sind. Auf die stabilen Fälle beschränkt sich dieser Artikel.

## Ursache, Verlauf
Physikalische Ursache eines Ausgleichsvorgangs ist die in Bauteilen gespeicherte Energie oder Masse, die nicht sprunghaft geändert werden kann. Beispielsweise in der Elektrotechnik handelt es sich um elektrische Energie in Kapazitäten, magnetische Energie in Induktivitäten und Rotationsenergie in rotierenden Maschinen. Das Ergebnis des Ausgleichsvorgangs ist ein neuer Dauervorgang. Bei zu Schwingungen fähigen Systemen (beispielsweise Wechselstromnetz) wird der stationäre Vorgang dadurch charakterisiert, dass Amplitude und Frequenz aller sinusförmigen Zustandsgrößen konstant sind.
Der Ausgleichsvorgang kann aperiodisch (gleitend) oder schwingend verlaufen, so dass der Endzustand auch als eingeschwungener Zustand bezeichnet wird. Im Ausgleichsvorgang kann es beispielsweise in einem Wasserrohr durch Rohrbruch (oder Pumpenausfall) trotz der damit verbundenen Druckabsenkung gleichwohl zu unzulässig hohen Druckstößen kommen, die weitere Rohrbrüche auslösen.
Bei einem schwingenden Vorgang ist das Ausmaß des Ausgleichsvorgangs nicht vorhersehbar, da sein Anfangszustand durch die Zufälligkeit des Zeitpunktes des Eingriffs ungewiss ist. Insbesondere bei Wechselstromkreisen können vom Zeitpunkt (Phasenwinkel) abhängige beträchtliche Spannungs- oder Stromüberhöhungen entstehen bei höherer Frequenz als Netzfrequenz, siehe beispielsweise Frequenzangaben zum Erdschluss. Der neue stationäre Vorgang ist dagegen vom Anfangszustand unabhängig.

## Mathematische Behandlung
Die mathematische Behandlung von Ausgleichsvorgängen führt auf eine lineare gewöhnliche Differentialgleichung mit konstanten Koeffizienten. Bei {\displaystyle n} Speicherelementen ist diese von {\displaystyle n}-ter Ordnung. Alternativ sind {\displaystyle n} Differentialgleichungen erster Ordnung möglich. Ihre Lösung beschreibt eine Überlagerung des zu erwartenden neuen eingeschwungenen Vorgangs und des asymptotisch abklingenden (flüchtigen) Ausgleichsvorgangs. Beispielsweise bei einem Stromkreis kann der Strom als Überlagerung eines stationären Stromes und eines Ausgleichsstromes beschrieben werden, der den stetigen Übergang vermittelt.
- Der stationäre Vorgang folgt aus der partikulären Lösung der inhomogenen Differentialgleichung für {\displaystyle t\to \infty }.

In der Elektrotechnik entspricht das einer Gleichstrom- oder Wechselstromrechnung.
- Der flüchtiger Vorgang folgt aus der allgemeinen Lösung der homogenen Differentialgleichung einschließlich Konstantenbestimmung.

Alternativ können die Differentialgleichungen mit Hilfe der Laplace-Transformation gelöst werden. Differenzieren und Integrieren werden durch diese Transformation auf Multiplizieren und Dividieren zurückgeführt. Aus einer linearen Differentialgleichung im Zeitbereich wird eine lineare algebraische Gleichung in einem Bildbereich.